# 염석

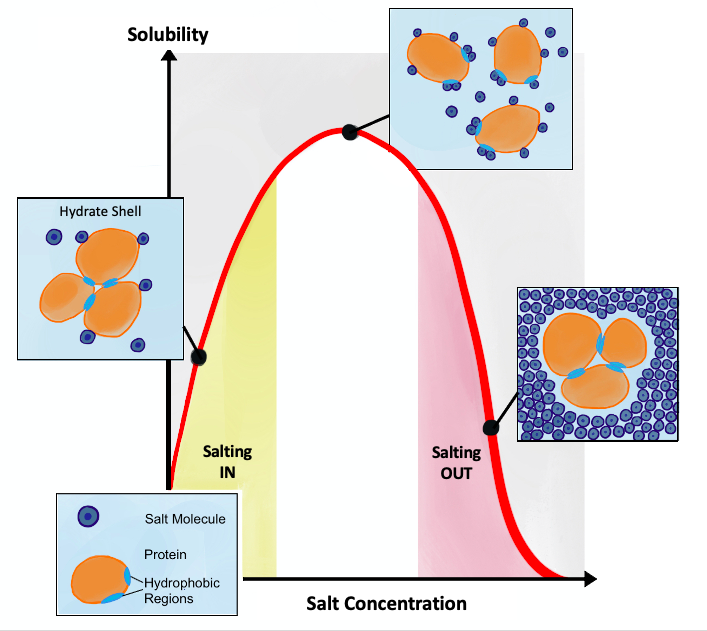
원리

염석(鹽析, Salting out)은 단백질 따위가 녹아있는 용액에 염을 가하여 침전시키는 방법이다. 두부의 제조는 염에 의한 단백질 변성과 염석을 이용한 것이다.

## 같이 보기
- 이온 강도
- 황산 암모늄 침전법